# Državna cesta D544
D544 je državna cesta u Hrvatskoj. Ukupna duljina iznosi 16,97 km.

## Naselja
- Farkaševac
- Bolč
- Rajić
- Prgomelje
- Gudovac
- Bjelovar